# Вортінгтон (Огайо)
Вортінгтон (англ. Worthington) — місто (англ. city) в США, в окрузі Франклін штату Огайо. Населення — 14 786 осіб (2020).

## Географія
Вортінгтон розташований за координатами 40°5′49″ пн. ш. 83°1′13″ зх. д. / 40.09694° пн. ш. 83.02028° зх. д. (40.096813, -83.020174).  За даними Бюро перепису населення США в 2010 році місто мало площу 14,56 км², з яких 14,36 км² — суходіл та 0,20 км² — водойми.

## Демографія
Згідно з переписом 2010 року, у місті мешкало 13 575 осіб у 5691 домогосподарстві у складі 3874 родин. Густота населення становила 932 особи/км².  Було 5940 помешкань (408/км²).
Расовий склад населення:
| - 93,0 % — білих - 2,3 % — азіатів - 2,2 % — чорних або афроамериканців |

До двох чи більше рас належало 2,0 %. Частка іспаномовних становила 1,7 % від усіх жителів.
За віковим діапазоном населення розподілялося таким чином: 23,2 % — особи молодші 18 років, 57,7 % — особи у віці 18—64 років, 19,1 % — особи у віці 65 років та старші. Медіана віку мешканця становила 44,9 року. На 100 осіб жіночої статі у місті припадало 89,3 чоловіків;  на 100 жінок у віці від 18 років та старших — 83,7 чоловіків також старших 18 років.
Середній дохід на одне домашнє господарство  становив 119 589 доларів США (медіана — 90 445), а середній дохід на одну сім'ю — 146 614 долари (медіана — 123 656). Медіана доходів становила 82 730 доларів для чоловіків та 60 794 долари для жінок. За межею бідності перебувало 3,3 % осіб, у тому числі 5,3 % дітей у віці до 18 років та 1,3 % осіб у віці 65 років та старших.
Цивільне працевлаштоване населення становило 7015 осіб. Основні галузі зайнятості: освіта, охорона здоров'я та соціальна допомога — 33,0 %, науковці, спеціалісти, менеджери — 14,1 %, фінанси, страхування та нерухомість — 12,3 %.